# Giuseppa Eleonora Barbapiccola
Giuseppa Eleonora Barbapiccola (Salerno, 1700 circa – Napoli, 1740 circa) è stata una filosofa e traduttrice italiana, esponente intellettuale dell'Illuminismo italiano.

## Biografia
Di origini salernitane, non ci sono pervenute molte notizie sulla sua infanzia e riguardo alle origini dei suoi genitori. Certamente ebbe un ruolo importante nella sua formazione lo zio Tommaso Maria Alfani (Salerno, 1679 - Napoli, 20 agosto 1742). Fu attiva a Napoli dove fu membro dell'Accademia degli Arcadi, sodalizio intellettuale fondato nel 1690 dallo stesso zio, predicatore domenicano, con lo scopo di promuovere lo studio della matematica. Assunse così il nome arcadico di Mirista Acmena (dal greco, Piena di fragranza).
Nel 1722 si fece notare nei circoli illuministi napoletani per la sua traduzione dal francese (e, in parte, dal latino), dei Principi della filosofia di Cartesio. L'impegno che vi profuse, andò al di là di quanto richiesto da una traduzione: nell'introduzione ella esprimeva la volontà di dare inizio a un programma formativo rivolto all'universo femminile che, grazie alla disponibilità di Cartesio in italiano, aprisse nuovi orizzonti formativi alle donne, con percorsi alternativi rispetto al consueto connubio «catechismo, cucito, canto, danza, ecc.» (p. 1), che la tradizione riservava al mondo femminile. Era determinata dal voler condividere l'opera soprattutto con le donne, in quanto sosteneva che la debolezza intellettuale delle donne era dovuta non certo alla natura, ma ad una cattiva educazione.
La notorietà acquisita come traduttrice le aprì le porte del salotto intellettuale di Giovambattista Vico, di cui divenne assidua frequentatrice. Fu intima amica di Luisa Vico, figlia del filosofo, alla quale nel 1731, in occasione di una guarigione, Eleonora dedicò un sonetto, venendone poi ricambiata.
Gherardo De Angelis le dedicò un sonetto (Rime scelte, vol. III, Firenze 1731, p. 104), in cui proponeva un paragone della sua figura con quella di Aspasia di Mileto, donna e moglie di Pericle.

## Opere
- La tradutrice a' lettori, Prefazione alla traduzione de I Principi della filosofia di Renato Des-Cartes. Tradotti dal francese col confronto del latino in cui l'autore gli scrisse da Giuseppa Eleonora Barbapiccola tra gli Arcadi Mirista, Mairesse, Torino, 1722.
- Sonetto contenuto nella raccolta Componimenti in lode del padre Michelangelo da Reggio di Lombardia, cappuccino, predicatore nel duomo di Napoli, nella quaresima dell'anno CIOIOCCXXIX di Giambattista Vico, Stamperia di F. Mosca, Napoli, 1729.